# Portara von Naxos

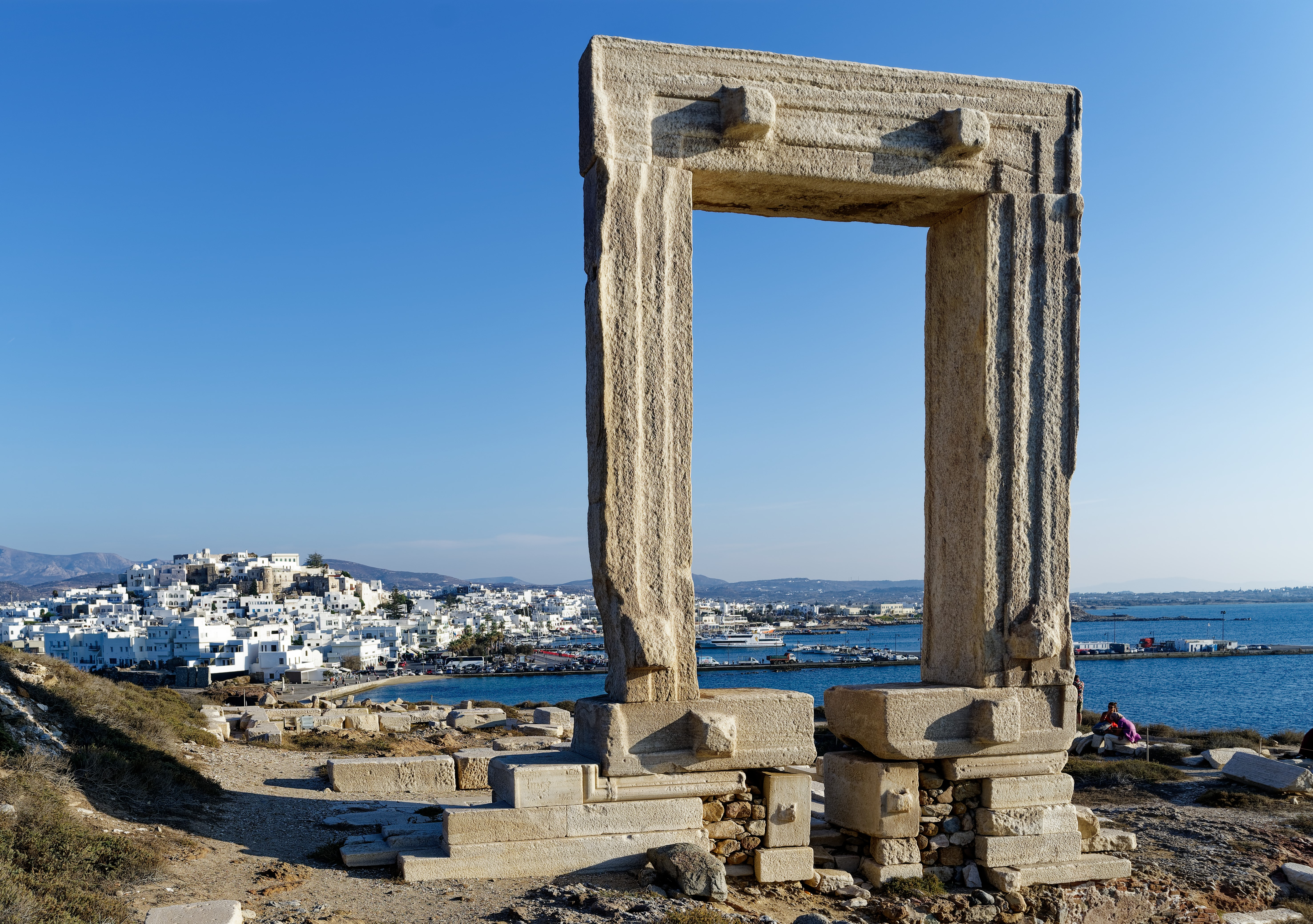
Das Tempeltor von Naxos (2023).

Die Portara von Naxos oder auch das Tempeltor von Naxos ist ein Fragment des nie fertiggestellten Apollon-Tempels auf Naxos, einer Insel der Kykladen. Das Tempeltor gilt als das Wahrzeichen von Naxos und befindet sich auf einer Halbinsel vor der Stadt Naxos.

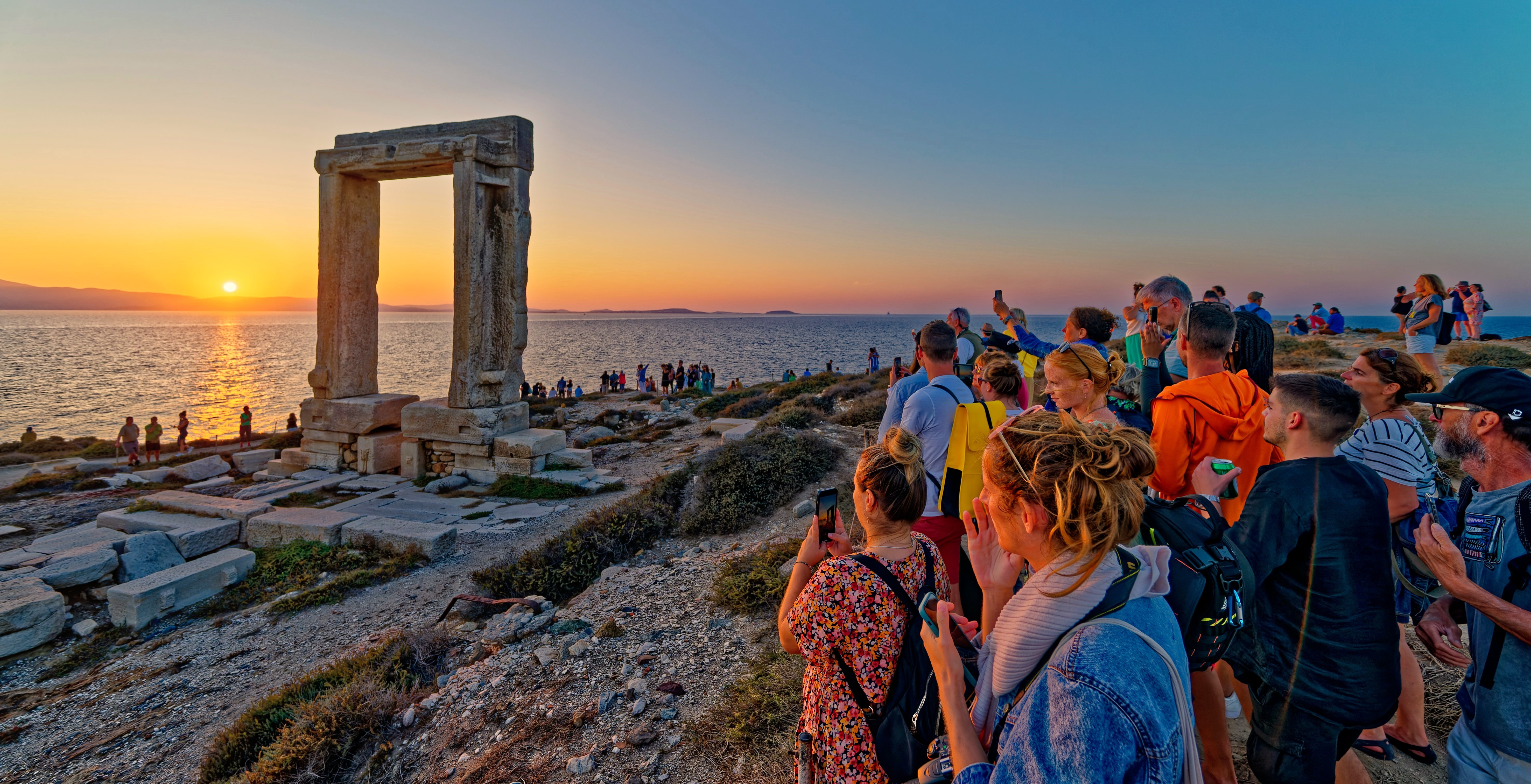
Bei Sonnenuntergang drängen sich Touristen an der Potara (2023).

## Geschichte
Über den Resten einer Siedlung der Kykladenkultur entstand im 9. und 8. Jahrhundert vor Christus ein tempelloses Heiligtum des delischen Apollon, auf dem im 6. Jahrhundert v. Chr. ein überaus ehrgeiziges Bauprojekt stattfand: Lygdamis als Tyrannenherrscher in Naxos wollte seine Vormacht über die Kykladen durch einen Apollontempel demonstrieren, der mit einer Grundfläche von 57,5 × 26,5 m an Größe den Porostempel auf Delos um das Neunfache übertreffen sollte. Als er 524 v. Chr. gestürzt wurde, fand sich niemand, der den Bau weiterführen wollte. Das Heiligtum wurde aufgegeben und der begonnene Tempeltorso diente als Steinbruch. Heute steht nur noch das gewaltige Tempeltor aufrecht. Erhalten sind auch die freigelegten, untersten Fundamente.
Durch Bauforschungen konnte festgestellt werden, dass in der Erbauungsphase eine Umplanung erfolgte und der Baubeginn etwa 550–540 v. Chr. erfolgte. In einer darauf folgenden Planung um 530 v. Chr. wurde der Bau planerisch um 180 Grad gedreht.

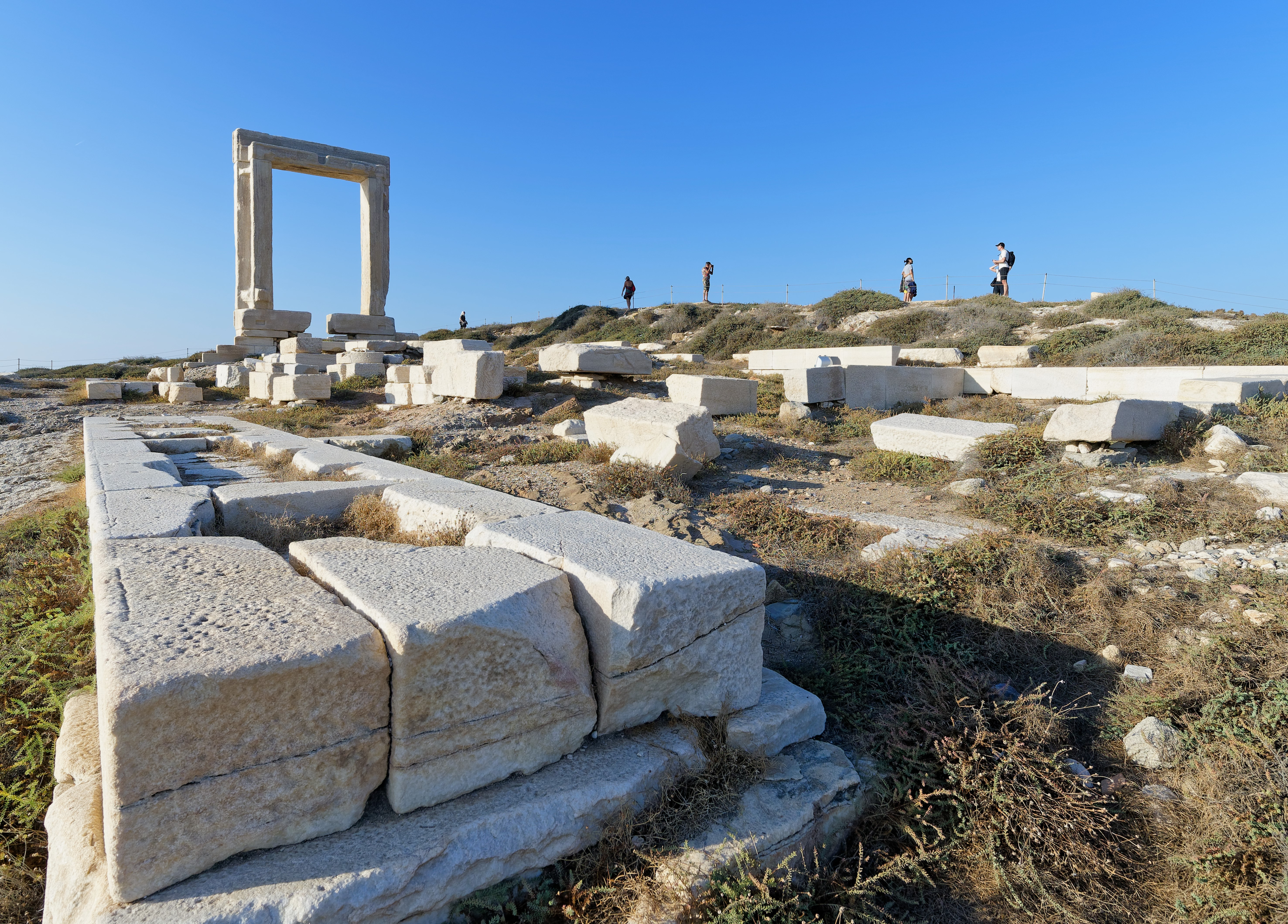
Reste des Apollontempels (2023).

## Beschreibung
Auf der dem Hafen vorgelagerten einstigen Insel Palátia steht die monumentale Portara aus Naxos-Marmor. Das Tor ist 5,95 Meter hoch und 3,65 Meter breit und das einzige aufrecht erhaltene Bauteil des Tempels. Das Tempeltor besteht aus zwei Torpfosten mit tiefer Laibung und einem Torsturz aus jeweils einem Werkstück des Insel-Marmors aus den Steinbrüchen von Flerio. Jedes dieser Bauteile hat ein Gewicht von etwa 20 Tonnen; der Torsturz wiegt etwas weniger. Die Bauteile wurden aus den etwa zehn Kilometer entfernten Steinbrüchen von Flerio transportiert. Dass die Bauteile des Tors unfertig blieben, ist auch an den nicht abgearbeiteten Hebebossen erkennbar. Wann die Eingangsstufe des Tors geteilt wurde, ist nicht bekannt. Der Bauforscher Gottfried Gruben, stellte fest, dass die Torschwelle fast 1,20 m über dem Fußboden der Vorhalle und der Cella lag und nahm an, dass ursprünglich eine schmale Treppe den praktischen Zugang ins Tempelinnere ermöglichen sollte. Er deutete diese Architektur als ein bühnenartiges „Erscheinungstor“ mit „erhabener Schwelle“, das es vergleichbar auch beim hellenistischen Apollontempel in Didyma gab, wo Apollons Orakel verkündet wurde.
Nach der Baustellenstillegung und im Verlauf der Geschichte wurde der unfertige Tempel als Steinbruch für andere Bauten benutzt. Lediglich das schwere Tor wurde nicht abgebaut, möglicherweise aufgrund der hohen Gewichte. Im Steinbruch von Flerio liegt ein 7,49 Meter langer und 25 Tonnen schwerer Türsturz als unfertiger Bossestein, der für das Tor vorbereitet war, das ursprünglich breiter geplant war.

Das Tempeltor ist über einen Damm erreichbar, der bei Wind vom Wasser überspült werden kann. Das Tor ist eine Touristenattraktion, die häufig gegen Abend aufgesucht wird, denn dabei hebt sich das glitzernde Marmortor vom blauen Himmel oder gegen die untergehenden Sonne deutlich ab.

Bildergalerie
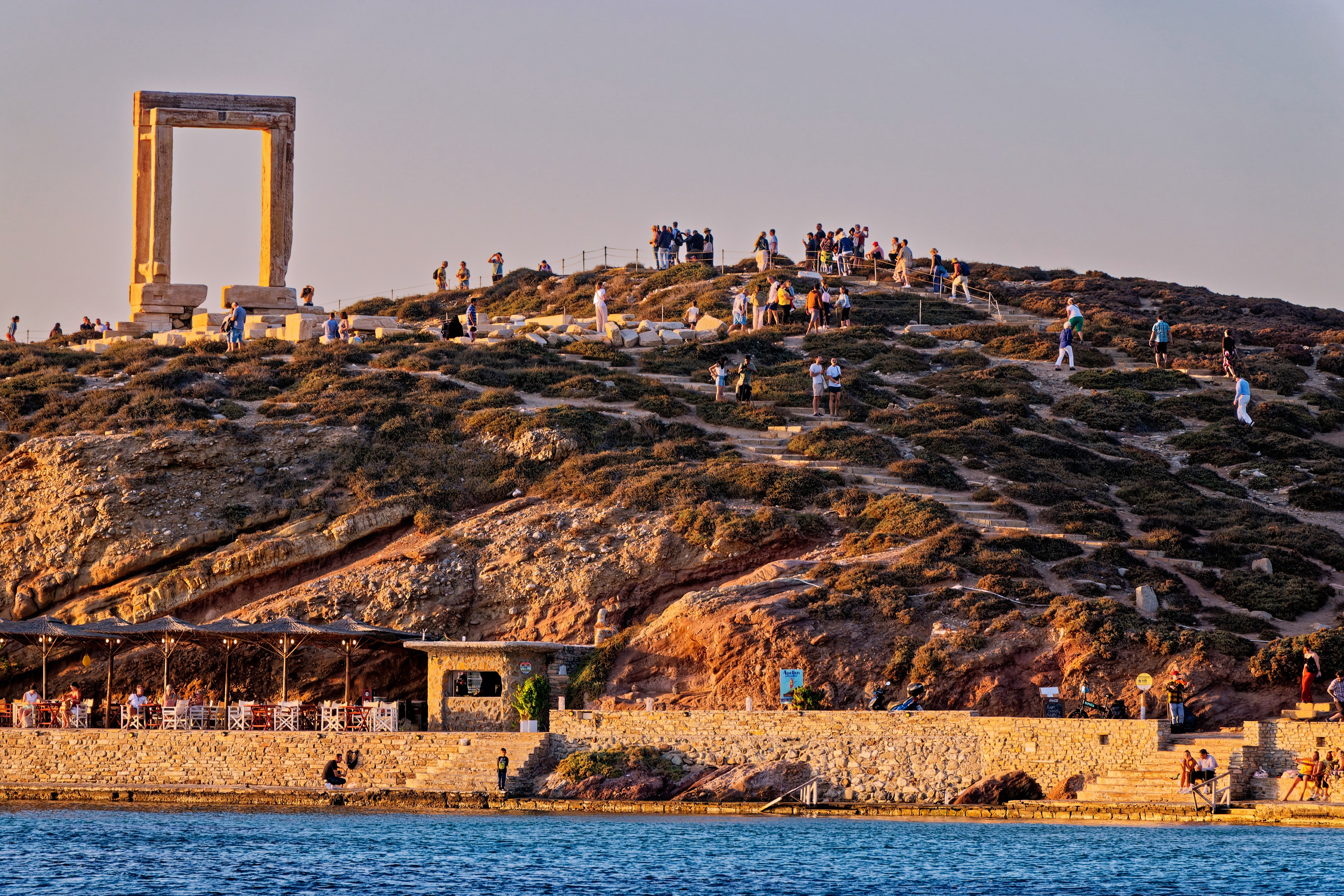
Lage der Portara auf der Halbinsel (2023)
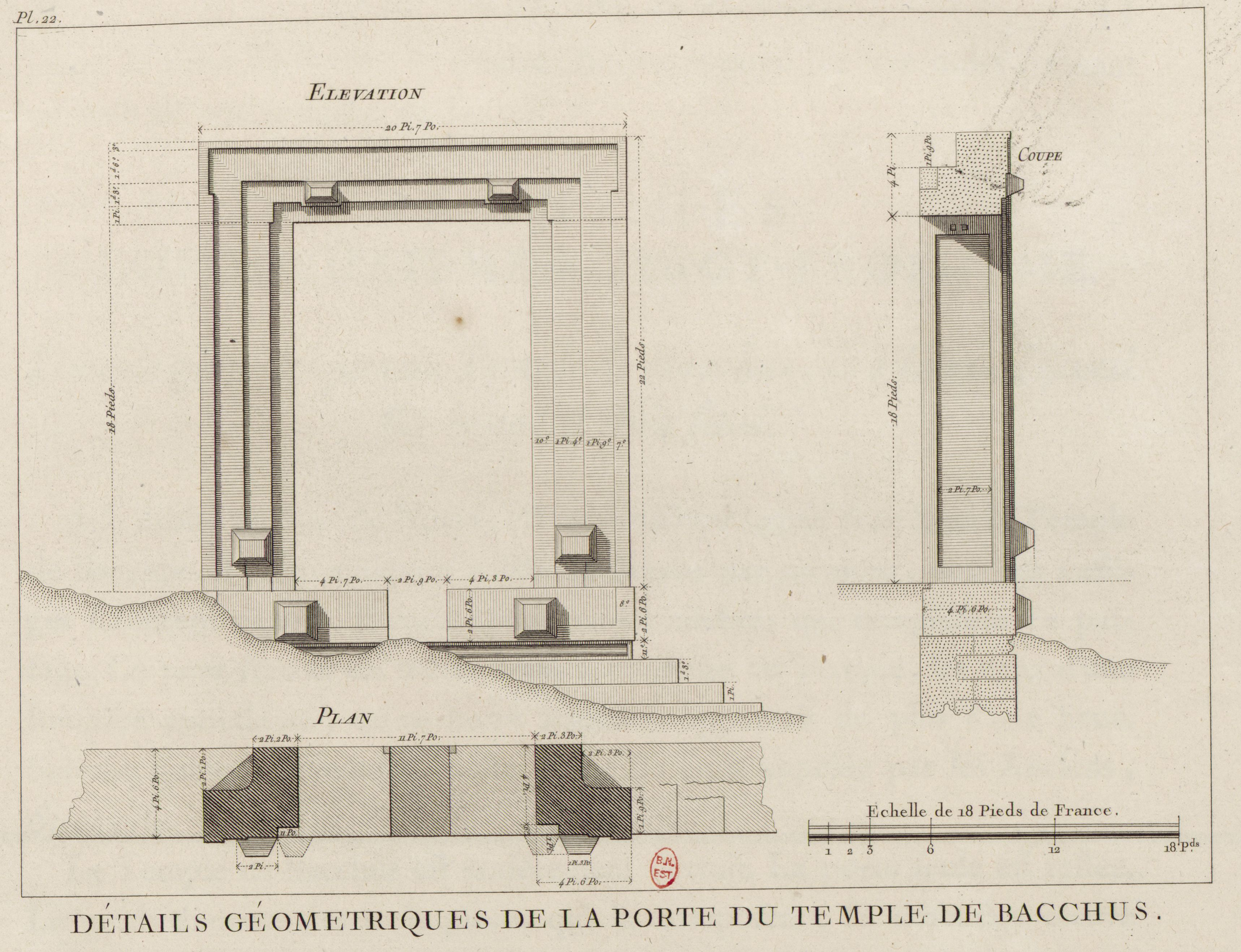
Bauaufnahme von Choiseul-Gouffier (1782 veröffentlicht)
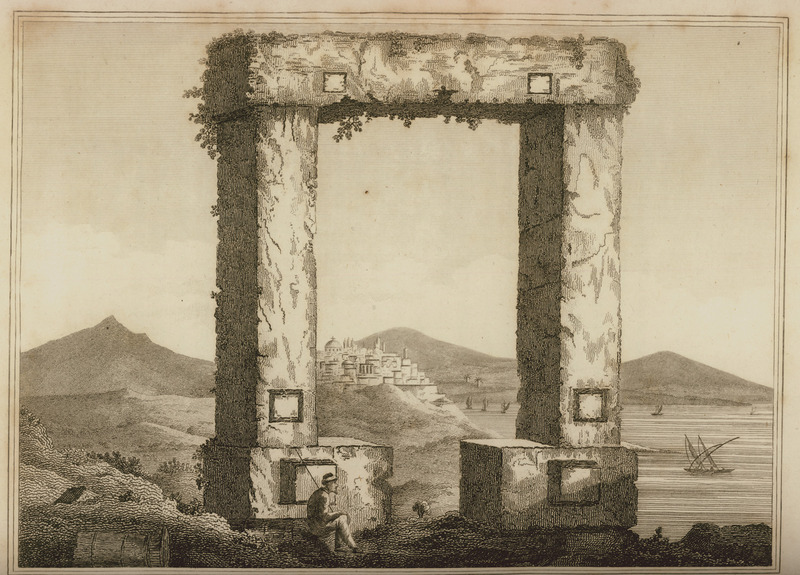
Ansicht der Portara (1812)
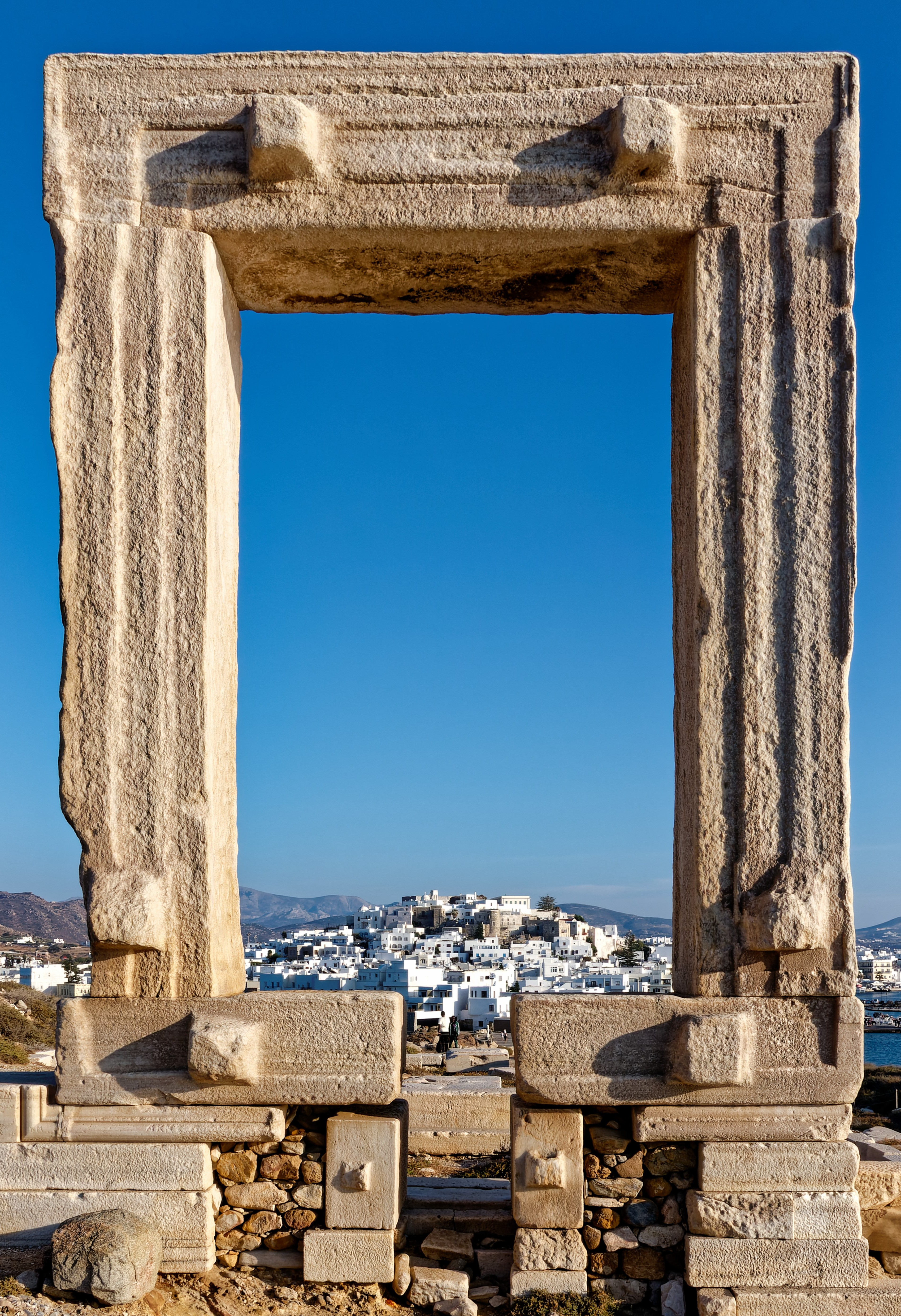
Gut erkennbar die zwei Hebebossen am Torsturz und die geteilteSchwelle des Tors (2023)
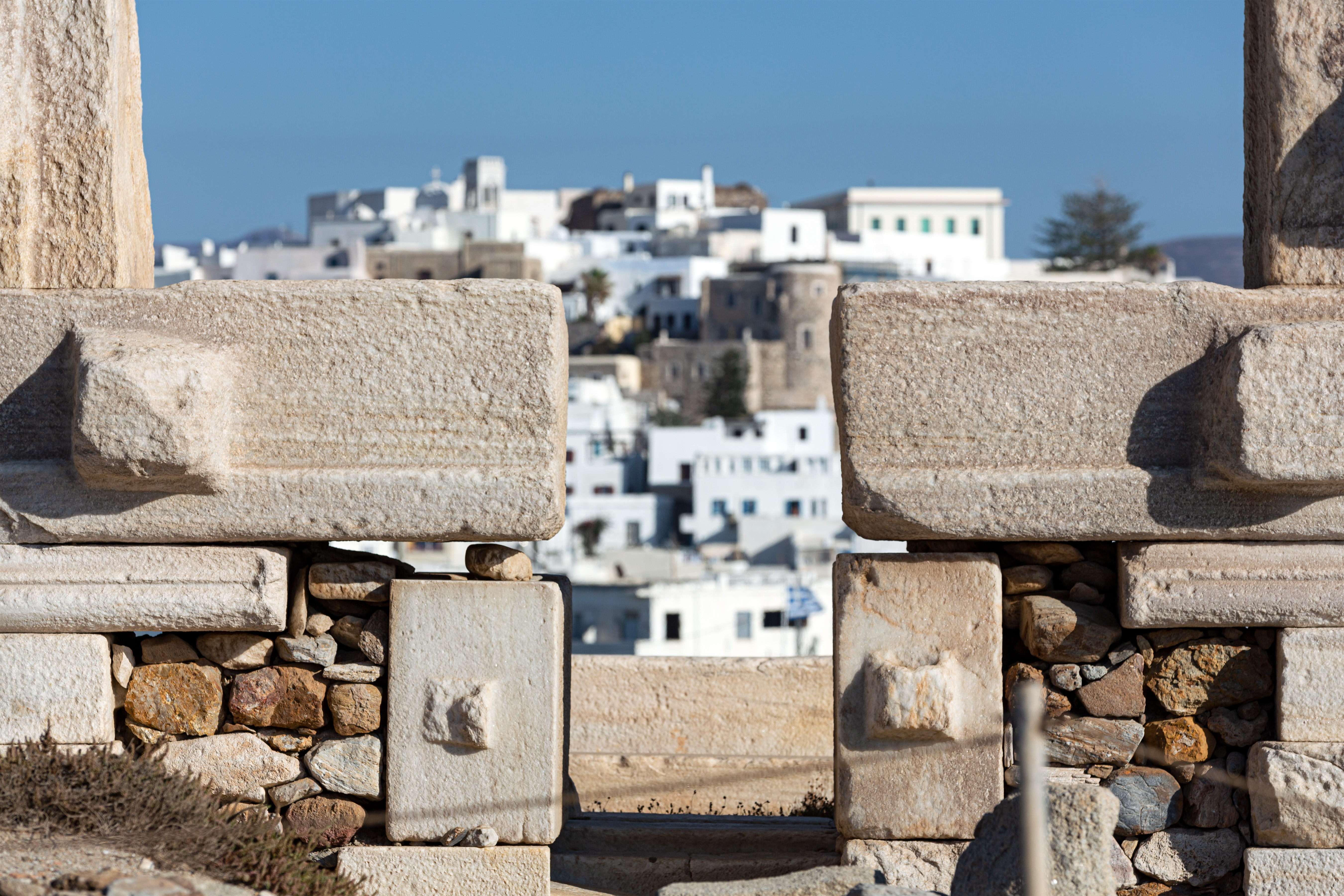
Blick durch die geteilte Torschwelle (2020)